# Challenger Pro League 2022-2023
La Proximus League 2022-2023 è stata la 106ª edizione della Challenger Pro League, già nota come Division 1B, secondo torneo professionistico del campionato di calcio belga, sponsorizzato dalla Proximus. La stagione regolare è iniziata nell'agosto 2022 ed è terminata nell'aprile 2023.
Le prime sei parteciperanno alla poule scudetto per la promozione in Pro League (vinta dal RWDM47), mentre le ultime sei parteciperanno alla poule per evitare la retrocessione in Division 1 amateur.

## Partecipanti stagione 2022-2023
| Squadra            | Città       | Stadio                            | Capacità |
| ------------------ | ----------- | --------------------------------- | -------- |
| RSCA Futures       | Anderlecht  | Stadio Constant Vanden Stock      | 14,538   |
| K Beerschot VA     | Anversa     | Olympisch Stadion                 | 14,538   |
| Club NXT           | Bruges      | Schiervelde Stadion               | 14,538   |
| K.M.S.K. Deinze    | Deinze      | Burgemeester Van de Wiele Stadion | 7,515    |
| Jong Genk          | Genk        | Luminus Arena                     | 24,956   |
| Lierse Kempenzonen | Lier        | Herman Vanderpoortenstadion       | 14,538   |
| Lommel SK          | Lommel      | Soevereinstadion                  | 8,000    |
| FC Dender          | Denderleeuw | Florent Beeckmanstadion           | 10,800   |
| SL16 FC            | Liegi       | Stadio Maurice Dufrasne           | 4,015    |
| RWD Molenbeek      | Molenbeek   | Edmond Machtens Stadium           | 12,266   |
| Virton             | Virton      | Stade Yvan Georges                | 4,015    |
| Waasland-Beveren   | Beveren     | Freethiel Stadion                 | 13,290   |

## Allenatori e sponsor
| Squadra            | Allenatore         | Sponsor tecnico | Sponsor principale                        |
| ------------------ | ------------------ | --------------- | ----------------------------------------- |
| Beerschot          | Andreas Wieland    | Erreà           | Yelo                                      |
| Beveren            | Wim De Decker      | Uhlsport        | Star Casino                               |
| Club NXT           | Nicky Hayen        | Macron          | Alheembouw                                |
| Deinze             | Antonio Calderón   | Jako            | PlaysiaTV                                 |
| Dender EH          | Regi Van Acker     | Nike            | Drankendiscount Stravbier                 |
| Jong Genk          | Hans Somers        | Nike            | Beobank                                   |
| Lierse Kempenzonen | Tom Van Imschoot   | Jako            | Keukens Van Lommel                        |
| Lommel             | Steve Bould        | Masita          | Bingoal                                   |
| RSCA Futures       | Robin Veldman      | Joma            | DVV Insurance (casa) Candriam (trasferta) |
| RWD Molenbeek      | Vincent Euvrard    | Joma            | Facebank                                  |
| SL16 FC            | Joseph Laumann     | Adidas          | VOO                                       |
| Virton             | Christian Bracconi | Kipsta          | Leopard Natural                           |

## Classifica
|       | Pos. | Squadra            | Pt | G  | V | P | S  | GF | GS | DR  |
| ----- | ---- | ------------------ | -- | -- | - | - | -- | -- | -- | --- |
|       | 1.   | RWDM47             | 46 | 22 | 9 | 3 | 2  | 24 | 15 | +9  |
|       | 2.   | KSK Beveren        | 43 | 22 | 8 | 4 | 2  | 26 | 14 | +12 |
|       | 3.   | Beerschot VA       | 38 | 22 | 5 | 5 | 4  | 19 | 15 | +4  |
|       | 4.   | Lierse Kempenzonen | 36 | 22 | 5 | 3 | 6  | 22 | 22 | 0   |
| [ 1 ] | 5.   | Club NXT           | 36 | 22 | 5 | 2 | 7  | 23 | 29 | -6  |
| [ 1 ] | 6.   | RSCA Futures       | 34 | 22 | 3 | 5 | 5  | 18 | 21 | -3  |
|       | 7.   | Lommel Utd         | 34 | 22 | 3 | 4 | 7  | 20 | 27 | -7  |
|       | 8.   | Deinze             | 30 | 22 | 3 | 3 | 8  | 18 | 27 | -9  |
| [ 1 ] | 9.   | Jong Genk          | 20 | 22 | 5 | 5 | 12 | 18 | 27 | -9  |
|       | 10.  | Dender             | 19 | 22 | 3 | 4 | 7  | 20 | 27 | -7  |
| [ 1 ] | 11.  | SL16               | 19 | 22 | 3 | 4 | 7  | 20 | 27 | -7  |
|       | 12.  | Virton             | 14 | 22 | 3 | 3 | 8  | 18 | 27 | -9  |

Legenda:
      Ammesse alla Poule scudetto
      Ammesse alla Poule retrocessione
Note:

Tre punti a vittoria, uno a pareggio, zero a sconfitta.
In caso di arrivo di due o più squadre a pari punti, la graduatoria verrà stilata secondo la classifica avulsa tra le squadre interessate che prevede, in ordine, i seguenti criteri:
- Punti generali
- Differenza reti generale
- Reti realizzate in generale
- Partite vinte in generale
- Partite vinte in trasferta
- Punti negli scontri diretti
- Differenza reti negli scontri diretti
- Differenza reti generale
- Sorteggio

### Puole Scudetto
|       | Pos. | Squadra      | Pt | G  | V  | P  | S  | GF | GS | DR  |
| ----- | ---- | ------------ | -- | -- | -- | -- | -- | -- | -- | --- |
|       | 1.   | RWDM47       | 69 | 32 | 21 | 6  | 5  | 65 | 29 | +36 |
|       | 2.   | KSK Beveren  | 68 | 32 | 20 | 8  | 4  | 75 | 33 | +42 |
|       | 3.   | Beerschot VA | 49 | 32 | 15 | 4  | 13 | 43 | 42 | +1  |
| [ 1 ] | 4.   | Club NXT     | 49 | 32 | 14 | 7  | 11 | 51 | 48 | +3  |
|       | 5.   | Lierse       | 46 | 32 | 14 | 4  | 14 | 53 | 59 | -6  |
| [ 1 ] | 6.   | RSCA Futures | 37 | 32 | 9  | 10 | 13 | 45 | 55 | -10 |

Legenda:
      Promossa in Pro League
Note:

Tre punti a vittoria, uno a pareggio, zero a sconfitta.
In caso di arrivo di due o più squadre a pari punti, la graduatoria verrà stilata secondo la classifica avulsa tra le squadre interessate che prevede, in ordine, i seguenti criteri:
- Punti generali
- Differenza reti generale
- Reti realizzate in generale
- Partite vinte in generale
- Partite vinte in trasferta
- Punti negli scontri diretti
- Differenza reti negli scontri diretti
- Differenza reti generale
- Sorteggio

### Puole Retrocessione
|       | Pos. | Squadra   | Pt | G  | V  | P  | S  | GF | GS | DR  |
| ----- | ---- | --------- | -- | -- | -- | -- | -- | -- | -- | --- |
|       | 7.   | Lommel    | 51 | 32 | 16 | 3  | 13 | 53 | 46 | +7  |
|       | 8.   | Deinze    | 49 | 32 | 15 | 4  | 13 | 49 | 47 | +2  |
|       | 9.   | Dender    | 39 | 32 | 11 | 6  | 15 | 41 | 47 | -6  |
| [ 1 ] | 10.  | SL16      | 27 | 32 | 5  | 12 | 15 | 31 | 60 | -29 |
| [ 1 ] | 11.  | Jong Genk | 26 | 32 | 6  | 8  | 18 | 35 | 57 | -22 |
|       | 12.  | Virton    | 25 | 32 | 5  | 10 | 17 | 32 | 51 | -19 |

Legenda:
      Retrocessa in Division 1 amateur.
Note:

Tre punti a vittoria, uno a pareggio, zero a sconfitta.
In caso di arrivo di due o più squadre a pari punti, la graduatoria verrà stilata secondo la classifica avulsa tra le squadre interessate che prevede, in ordine, i seguenti criteri:
- Punti generali
- Differenza reti generale
- Reti realizzate in generale
- Partite vinte in generale
- Partite vinte in trasferta
- Punti negli scontri diretti
- Differenza reti negli scontri diretti
- Differenza reti generale
- Sorteggio